# Jacques Duvigneaud
Jacques Duvigneaud ( 20 de octubre de 1920 - 25 de agosto de 2006) fue un botánico, y profesor belga, al igual que Paul Duvigneaud (1913-, su pariente cercano y más antiguo por 7 años) compartían una enorme pasión por la historia natural. Fue profesor en el 'Ateneo Real de Gosselies'. Y a partir de 1977, y colaborador científico en la Universidad de Lieja, además profesor titular en la Universidad de Mons.
Trabajó en florística, fitogeografía, fitosociología, ecología, y conservación ambiental; participando en la redacción de la "Flora de Bélgica".

## Algunas publicaciones
- 1975. Notes nomenclaturales sur le genre Spiraae L. (Rosaceae). Ed. Sociéte botanique Liège. 3 pp.

- 1974. Complément à la distribution et à l'écologie de Crepis pusilla (Sommier) Merxm. (Asteraceae). Ed. Lejeunia. 8 pp.

### Libros
- jacqueline Saintenoy-Simon, jacques Duvigneaud. 1996. Guide botanique de la réserve de la Heid des Gattes: (réserve naturelle d'Ardenne et Gaume à Aywaille). 3ª ed. Secrétariat Général d'Ardenne et Gaume. 58 pp.

- françoise Coulon, jacques Duvigneaud. 1991. Cartographie des orchidées des Ardennes. Ed. Société française d'orchidophilie. 35 pp.

- jacques Duvigneaud. 1982. La Conservation des pelouses calcaires de Belgique et du Nord de la France: nécessité de leur protection, propositions d'intervention et méthodes de gestion. Ed. Institut Européen d'Ecologie. 42 pp.

- --------------------, jacques Lambinon. 1977. Bibliographie de l'histoire naturelle en Belgique, B: botanique 1976. Vol. 30, N.º 3 de Natura Mosana. 50 pp.

- --------------------. 1976. Les Guides Scientifiques du Sart Tilman: Botanique. Guides Scientifiques 3, ed. Univ. de Liège, 185 pp.

- --------------------. 1976. Le Domaine universitaire du Sart Tilman et ses abords (provincede Liège, Belgique): Notes floristiques. Ed. Lejeunia. 63 pp.

- --------------------. 1967. Flore et végétation halophiles de la Lorraine orientale (dép. Moselle, France). Vol. 3. Ed. Société Royale de Botanique de Belgique. 122 pp.

## Honores
- Miembro de numerosas sociedades científicas, y de conservación del ambiente
- "Premio François Crépin" de la "Sociedad Real de Botánica de Bélgica"
- "Premio Lefèbvre" de la "Academia Real de Bélgica"
- "Premio Emile Laurent" de la misma Academia

### Epónimos
- (Euphorbiaceae) Duvigneaudia J.Léonard[2]
- La abreviatura «J.Duvign.» se emplea para indicar a Jacques Duvigneaud como autoridad en la descripción y clasificación científica de los vegetales.[3]